# Metroul din Erevan
Metroul din Erevan  (în limba rusă: Ереванский метрополитен) —  a fost inaugurat la 7 martie 1981.  